# Icaridion debile
Icaridion debile är en tvåvingeart som först beskrevs av Lamb 1909.  Icaridion debile ingår i släktet Icaridion och familjen tångflugor. Inga underarter finns listade i Catalogue of Life.